# Santuario de Nuestra Señora de la Peña (Calatayud)
El santuario de Nuestra Señora de la Peña es una iglesia de la localidad española de Calatayud.

## Descripción
El inmueble fue construido sobre el antiguo solar del castillo de la Peña, emplazamiento estratégico que dotó a la construcción mudéjar de un claro carácter militar, siguiendo la tipología de iglesia fortaleza. El edificio que contemplamos hoy en día corresponde a las reformas efectuadas tras la guerra de la Independencia, que dieron lugar a una iglesia de escaso valor artístico, de una nave con cinco tramos abovedados con cañón con lunetos, fábrica que encierra los restos de la construcción mudéjar; ésta, por otra parte, construida durante los años centrales del siglo XIV, se erigió sobre un templo anterior, fue colegiata hasta 1629, atendida entre 1632 y 1835 por los Hermanos de San Francisco Caracciolo, y a partir de la desamortización, convertida en iglesia parroquial.
Del edificio mudéjar se conservan la cabecera, las capillas laterales y la tribuna. Dentro de este espacio la decoración de la capilla lateral izquierda del ábside es a base de celosías, y muy similar a las existentes en el convento de San Benito. La capilla lateral dedicada a san Francisco Caracciolo posee bóveda de crucería cuyas plementerías se hallan por completo cubiertas por yeserías talladas con motivos decorativos propios del lenguaje gótico pero articulados al modo hispanomusulmán de ritmo repetitivo; así, aparece en cada plemento un motivo diferente, y entre las cardinas del friso de separación entre el muro y la bóveda aparecen leones muy expresivos. Por su cronología, es anterior al resto de iglesias fortaleza del arcedianato de Calatayud, por lo que constituiría el modelo de las demás construcciones de esta tipología.
El 4 de julio de 2002 fue declarado Bien Catalogado del Patrimonio Cultural Aragonés.